# KIKI (女優)
KIKI（キキ、1978年 - ）は日本のファッションモデル、女優。本名未詳。東京都出身。身長165cm、足のサイズ23.5cm。武蔵野美術大学造形学部建築学科卒業。

## 来歴
大学在学中よりモデルとしての活動を開始し、数々のファッション雑誌、広告媒体に登場。雑誌やインターネットサイトへのエッセイやコラムの連載も手掛けている。2010年にはアウトドア系の雑誌、主に山岳登山誌などに、実際に山に登るモデルとして写真および記事などが掲載されている。2004年、映画『ヴィタール』で女優としてデビュー、ヌードシーンも体当たりで演じている。2009年『漂流ネットカフェ』でドラマデビューを果たした。

## 主な出演作品

### 映画
- ヴィタール（2004年、塚本晋也監督）- 吉本郁美役
- スターフィッシュホテル（2005年、ジョン・ウィリアムズ監督）- 佳世子役
- パビリオン山椒魚（2006年、冨永昌敬監督）
- パンドラの匣 （2009年、冨永昌敬監督）
- 春を背負って （2014年、木村大作監督）- 遭難者役

### テレビ番組
- 私的チャイナビ（2005年7月、TBS）
- スイッチ・オン（2005年11月、TBS）
- ティーンズTV 地球データマップ（2006年4月 - 2009年3月、NHK教育）
- デジタル・スタジアム（NHK-BS2）
- BSデジフォトまつり（2007年11月、NHK-BS2）
- 夢の美術館 世界の名建築100選（2008年1月、NHK-BS2）
- 2010　恐竜の夏（2010年7月19日、NHK総合）
- 特集・にっぽん釣りの旅「憧れの魚を追い求めて〜釣り好き大集合　沖縄県宮古島〜」（2010年7月24日、BShi）
- ゆっくり私時間-my weekend house-（2011年1月〜2018年９月、日本テレビ）
- NHK高校講座 美術-芸術（2011年4月〜、NHK教育）
- 夏山へGO! －達人と楽しむ日本の名峰－（2012年7月20日、NHK総合 首都圏スペシャル）
- 夏山へGO! 2013 －達人と楽しむ日本の名峰－（2013年7月26日、NHK総合 首都圏スペシャル）

### ドラマ
- 漂流ネットカフェ（2009年4月 - 6月、毎日放送/TBS）- 遠野果穂 役
- 華麗なるスパイ（2009年7月 - 9月、日本テレビ）- ジョセフィーヌ 役
- 熱海の捜査官（2010年7月- 9月、テレビ朝日） - 萩尾さやか 役

### ラジオ番組
- 東京スマートドライバー・SHARE SMILE（J-WAVE）ナビゲーター

### CM
- 三井海上火災保険（1998年）
- 東京デザイナーズ学園「ERP」（1998年）
- P&G「ヴィダルサスーン クリアクレンジングシャンプー」（1999年）
- スズキ「スイフト」（2000年）
- SHARP「Zaurus」（2000年）
- 旭化成「Grip Shot」（2001年）
- 資生堂「リバイタルホワイトニングAA月光」（2002年）
- モスバーガー「ナンタコス」（2002年）
- JAS 上海キャンペーン（2002年）
- 資生堂「Collagen EX」（2003年）
- ロッテ「グリーンガム」（2003年）
- ソニーエリクソン「SO505i」（2003年）
- 資生堂「Pure White」（2003年）
- リプトン「イエローラベル」（2004年）
- KIRIN「氷結」（2005年）
- ソニーエリクソン「SO902i」（2005年）
- 花王「ソフィーナ メモリーホワイト」（2006・2007年）
- 日本コカコーラ社「アクアセラピーミナクア」（2008年）
- 日本サムスン OMNIA SoftBank 930SC「登場2」（2009年）
- 資生堂「アクアレーベル」（2009年）
- ベルジャポン「kiri」（2016年・2017年）

## 著書
- LOVE ARCHITECTURE（2004年10月、TOTO出版） ISBN 4-88706-243-5

デビュー作。散歩や旅先で出会った美術館や水族館、海外の建築など、建築の知識を織り交ぜつつ、建築の楽しみかたや旅先での出来事をつづる建築探索・紀行エッセイ。
- KiKi Mountains 1 to 11（2010年3月、between the books）
- 山スタイル手帖（2011年7月、講談社）ISBN 978-4-06-299747-8

- 美しい教会を旅して（2011年、マーブルトロン/中央公論新社）
- 山・音・色（2012年、山と溪谷社）
- 山が大好きになる練習帖（2013年、雷鳥社）
- KIKI LOVE FASHION（2014年、宝島社）
- 美しい山を旅して（2014年、平凡社）

## 連載
- カルチャーファイル（2002年9月-2005年6月、anan）
- KIKIのデリシャスな美術館（2004年12月-2005年8月、Domani）
- カルチャデリック（2005年4月-2006年2月、UOMO）
- Otokomae ni Outdoor（2007年春号-2008年冬号、フィールドライフ）
- KIKIのど〜なってるの?エコ（ecocolo）
- early bird KIKIの朝フォト日記（2008年6月- 、オズマガジン）
- KIKIのSense of Wonder（2009年8月-2010年8月、コニカミノルタプラザHP）
- ecocolo republic book review（2010年7月- 、ecocolo）
- 山・音・色（2010年増刊号- 、ヤマケイJOY）
- memento of lens -記憶の種-（連載中、LEICA STYLE MAGAZINE）
- KIKIの書評連載「本の山」（連載中、小説幻冬）